# Anders Reinhold Holm
Anders Reinhold Holm, född 2 september 1831 i Kristinehamn, Värmlands län, död 29 maj 1899 i Kvibille, Hallands län, gästgivare och politiker.
Anders Reinhold Holm var son till en urmakare i Kristinehahmn. Som tjugoåring kom han till Halmstad, där han blev markör hos gästgivare A J Sjögren, Efter en kort tid flyttade han över till värdshuset Halland i samma stad, där han 1852 gifte sig med den 11 år äldre värdshusvärdinnan Maria Fredrika Alsin. 1856 övertog han gästgiveriverksamheten i Halmstad, och samma år även brännvinsutskänkningsrörelse. I samband med att han övertog gästgiveriverksamheten i Halmstad hade han då han saknat konkurrenter kunnat förhandla fram skattefrihet på sin spritförsäljning mot att han avstod ersättning för att ordna rum för resande. Då staden 1858 uppsade kontraktet valde Holm att i stället köpa Kvibille gästgivargård och flytta över dit. I Kvibille blev han snart en betydande man, känd som "patron Holm". Han var under lång tid ordförande i kommunalstämma nämnd, under ett 20-tal år ledamot av Hallands läns hushållningssällskaps förvaltningsutskott och styrelsen för länslasarettet och landstingsledamot. Han köpte även Grevagård i Kvibille och arrenderade Fastarps gård i Holms socken, där han anlade en kvarn med benstamp och en smedja. Han var även engagerad inom andra företagsverksamheter, delaktig i tillkomsten av Järnvägslinjen Halmstad–Nässjö och Mellersta Hallands Järnväg, tecknade aktier i Falkens bryggeri och Östra Bryggeriet, satt i Östra Bryggeriets styrelse och i styrelsen för Halmstads bankaktiebolag.
Holm var ledamot av första kammaren 1884–1890, invald i Hallands läns valkrets. Han var suppleant i tillfälligt utskott 1887, 1888 och 1890.